# Pararhabdodon isonensis
Pararhabdodon isonensis és una espècie de dinosaure ornitòpode descobert i descrit per primera vegada a partir de les troballes als jaciments de Sant Romà d'Abella, del terme municipal d'Isona i Conca Dellà, al Pallars Jussà, realitzades inicialment per l'equip de Josep Vicenç Santafé i Maria Lourdes Casanovas i membres de l'Institut de Paleontologia Miquel Crusafont de Sabadell. És possible que diversos ossos descoberts al massís de les Corberes per Yves Laurent, del Museu dels Dinosaures d'Espéraza, siguin també del gènere Pararhabdodon. La seva classificació taxonòmica, però encara és provisional.
Segurament es tractava d'un dinosaure quadrúped i herbívor, que habità a la zona al Cretaci superior, fa uns 65 milions d'anys. A partir de les restes trobades fins al moment es creu que era un hadrosaure (dinosaures amb un bec aixafat, semblant al dels ànecs actuals), feia uns 6 metres de longitud i 3 d'alçada, amb un pes d'unes 3 tones.